# Campeonato Mundial de Atletismo de 2009 - 20 km marcha atlética masculina
A marcha atlética masculina de 20 km do Campeonato Mundial de Atletismo de 2009 ocorreu no dia 15 de agosto nas ruas de Berlim.

## Recordes
Antes desta competição, os recordes mundiais e do campeonato nesta prova eram os seguintes:
| Tipo                  | Atleta            | Tempo   | Local   | Data                   | Ref |
| --------------------- | ----------------- | ------- | ------- | ---------------------- | --- |
|                       | Vladimir Kanaykin | 1:17:16 | Saransk | 29 de setembro de 2007 | ver |
| Recorde do campeonato | Jefferson Pérez   | 1:17:21 | Paris   | 23 de agosto de 2003   | ver |

## Medalhistas
| Ouro           | Prata              | Bronze               |
| Wang Hao (CHN) | Eder Sánchez (MEX) | Giorgio Rubino (ITA) |

## Resultados

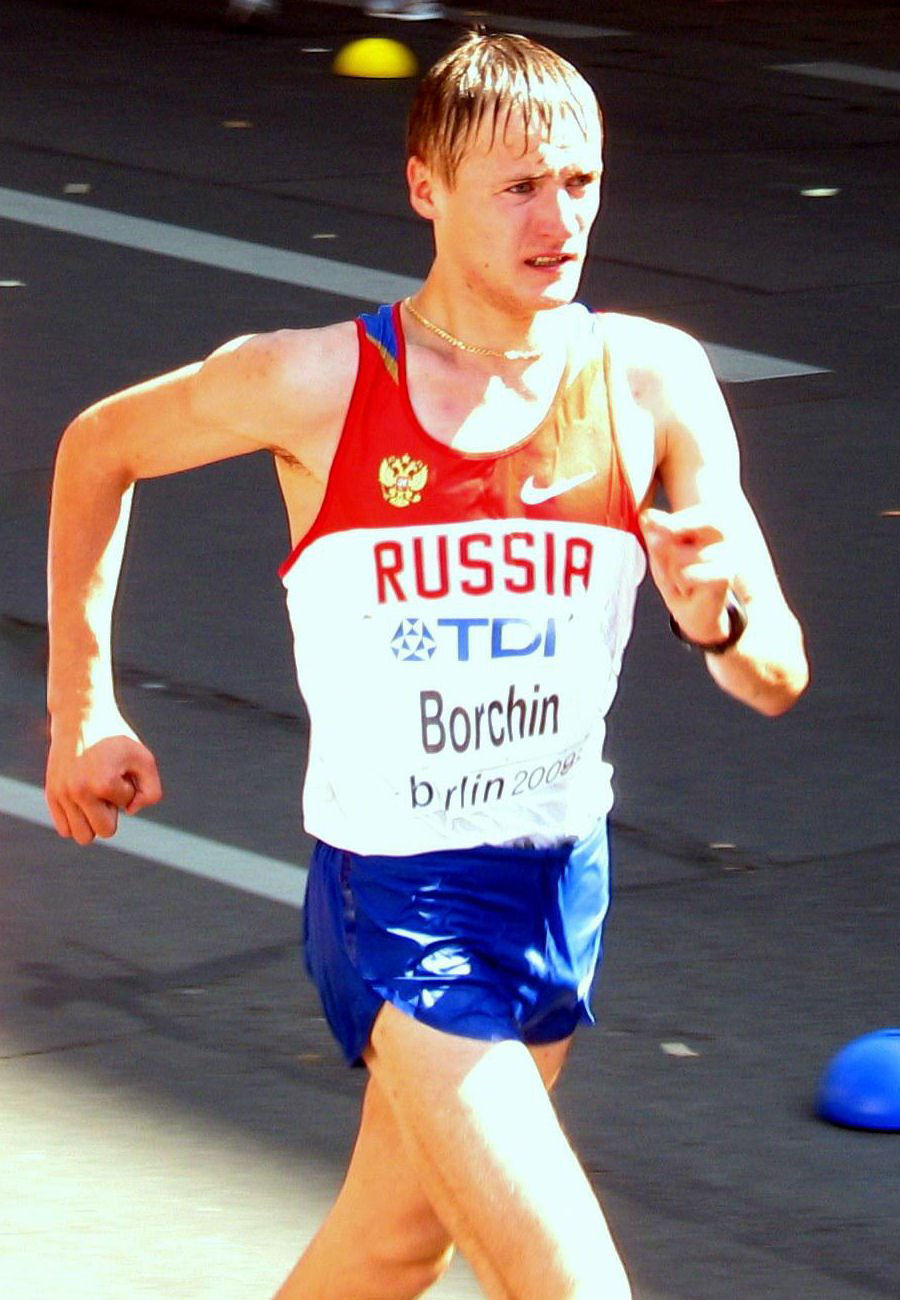
Valeriy Borchin, o vencedor da prova.

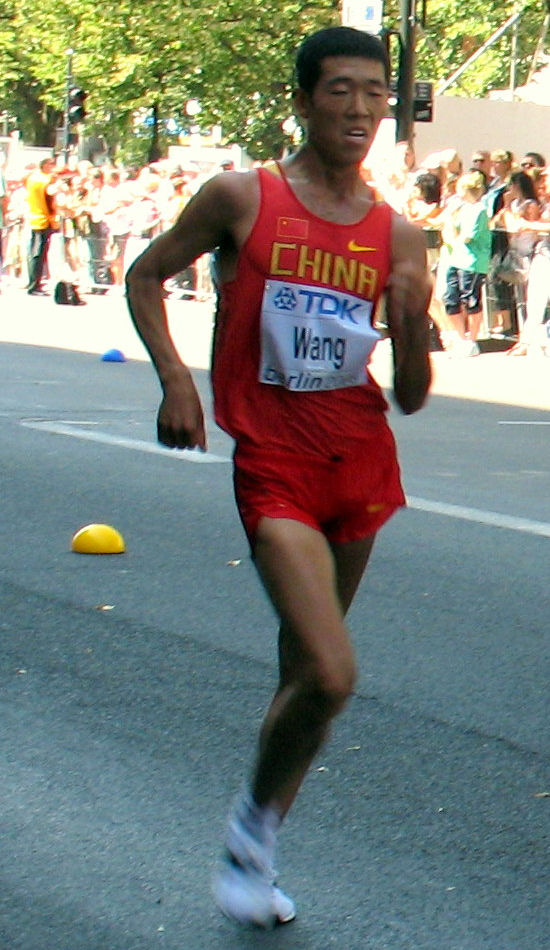
Wang Hao, o segundo colocado.

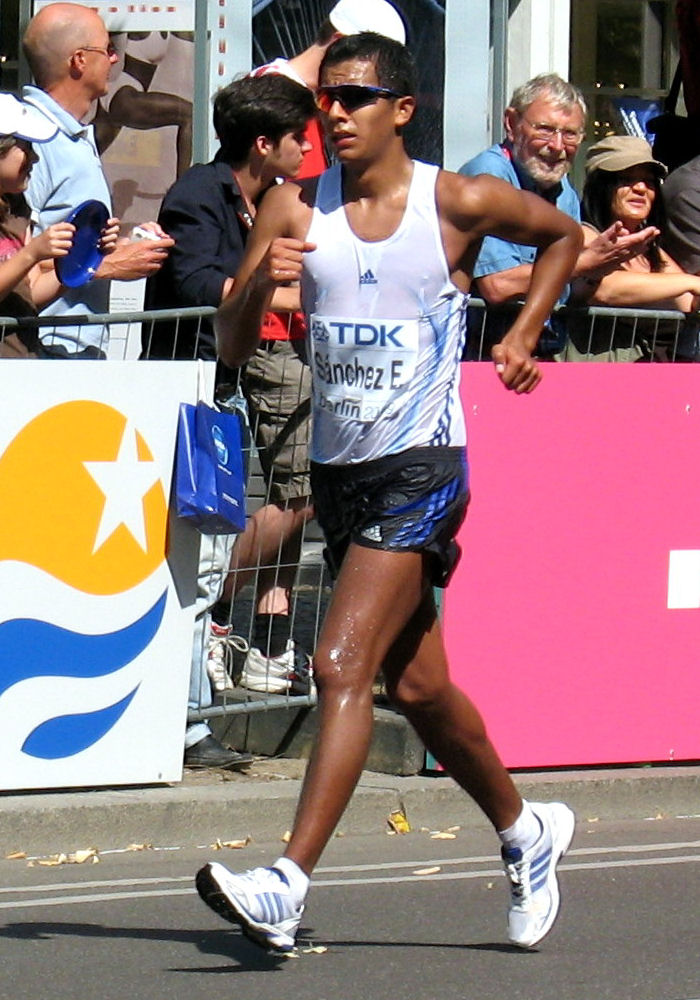
Eder Sánchez completou o pódio.

Estes são os resultados da prova:
| Pos.              | Atleta                         | Tempo   | Notas                |
| ----------------- | ------------------------------ | ------- | -------------------- |
| DSQ               | RUS Valeriy Borchin            | 1:18:41 | Doping               |
| Medalha de ouro   | CHN Wang Hao                   | 1:19:06 | Recorde pessoal      |
| Medalha de prata  | MEX Eder Sánchez               | 1:19:22 | Recorde da temporada |
| Medalha de bronze | ITA Giorgio Rubino             | 1:19:50 |                      |
| 4                 | COL Luis Fernando López        | 1:20:03 | Recorde nacional     |
| 5                 | AUS Jared Tallent              | 1:20:27 |                      |
| 6                 | NOR Erik Tysse                 | 1:20:38 |                      |
| 7                 | MEX Jesús Sánchez              | 1:20:52 | Recorde pessoal      |
| 8                 | SVK Matej Tóth                 | 1:21:13 |                      |
| 9                 | POR João Vieira                | 1:21:43 | Recorde da temporada |
| 10                | JPN Koichiro Morioka           | 1:21:48 |                      |
| 11                | CHN Li Jianbo                  | 1:21:54 |                      |
| 12                | CHN Zhu Yafei                  | 1:21:56 |                      |
| 13                | GER André Höhne                | 1:21:59 |                      |
| 14                | IRL Robert Heffernan           | 1:22:09 | Recorde da temporada |
| 15                | ESP José Ignacio Díaz          | 1:22:12 | Recorde da temporada |
| 16                | RUS Andrey Krivov              | 1:22:19 |                      |
| 17                | AUS Luke Adams                 | 1:22:37 |                      |
| 18                | TUN Hassanine Sebei            | 1:22:52 |                      |
| 19                | IND Babubhai Panucha           | 1:23:06 | Recorde nacional     |
| 20                | ITA Jean-Jacques Nkouloukidi   | 1:23:07 | Recorde da temporada |
| 21                | BLR Dzianis Simanovich         | 1:23:36 |                      |
| 22                | ECU Rolando Saquipay           | 1:23:51 | Recorde da temporada |
| 23                | ESP Juan Manuel Molina         | 1:24:00 |                      |
| 24                | KOR Park Chil-Sung             | 1:24:01 |                      |
| 25                | POL Artur Brzozowski           | 1:24:17 |                      |
| 26                | POR Sérgio Vieira              | 1:24:32 |                      |
| 27                | MEX Pedro Daniel Gómez         | 1:24:39 |                      |
| 28                | CHI Yerko Araya                | 1:24:49 |                      |
| 29                | JPN Isamu Fujisawa             | 1:25:12 |                      |
| 30                | RUS Petr Trofimov              | 1:26:02 |                      |
| 31                | KEN David Kimutai              | 1:26:35 |                      |
| 32                | UKR Ruslan Dmytrenko           | 1:27:01 |                      |
| 33                | KOR Kim Hyun-Sub               | 1:27:08 |                      |
| 34                | SRB Predrag Filipović          | 1:27:44 |                      |
| 35                | PER Pavel Chihuan              | 1:27:54 |                      |
| 36                | KAZ Rustam Kuvatov             | 1:28:47 | Recorde da temporada |
| 37                | POL Jakub Jelonek              | 1:28:59 |                      |
| 38                | ECU Andrés Chocho              | 1:29:14 |                      |
| 39                | ARG Juan Manuel Cano           | 1:29:20 | Recorde da temporada |
| 40                | CRC Allan Segura               | 1:29:52 |                      |
| 41                | JPN Yusuke Suzuki              | 1:30:21 |                      |
| 42                | KOR Byun Youngjun              | 1:30:35 |                      |
| 43                | ECU Mauricio Arteaga           | 1:32:25 |                      |
| 44                | LTU Vilius Mikelionis          | 1:32:53 |                      |
|                   | AUS Adam Rutter                | DSQ     |                      |
|                   | BRA Moacir Zimmermann          | DSQ     |                      |
|                   | BRA José Alessandro Bagio      | DNF     |                      |
|                   | ESP Francisco Javier Fernández | DNF     |                      |
|                   | ITA Ivano Brugnetti            | DNF     |                      |

Legenda
| Recorde mundial       | Recorde mundial (World record)               |                       | Recorde africano                      | Recorde africano (African) |                                           | Q | Classificado por posição (Qualified) |
| Recorde do campeonato | Recorde do campeonato (Championship record)  | Recorde da América    | Recorde da América (Americas)         | q                          | Classificado por melhor tempo (Qualified) |   |                                      |
| Melhor marca do ano   | Melhor marca do ano (World leading)          | Recorde asiático      | Recorde asiático (Asian)              | DNS                        | Não largou (Did not start)                |   |                                      |
| Recorde nacional      | Recorde nacional (National record)           | Recorde europeu       | Recorde europeu (European)            | DNF                        | Não terminou (Did not finish)             |   |                                      |
| Recorde pessoal       | Recorde pessoal do atleta (Personal best)    | Recorde da Oceania    | Recorde da Oceania (Oceania)          | DSQ / DQ                   | Desclassificado (Disqualified)            |   |                                      |
| Recorde da temporada  | Recorde da temporada do atleta (Season best) | Recorde sul-americano | Recorde sul-americano (South America) | NM                         | Sem marca (No mark)                       |   |                                      |